# Soligny-les-Étangs
Soligny-les-Étangs ist eine französische Gemeinde mit 259 Einwohnern (Stand: 1. Januar 2022) im Département Aube in der Region Grand Est. Sie gehört zum Arrondissement Nogent-sur-Seine, zum Kanton Nogent-sur-Seine und ist Teil des 2006 gegründeten Gemeindeverbands Nogentais.

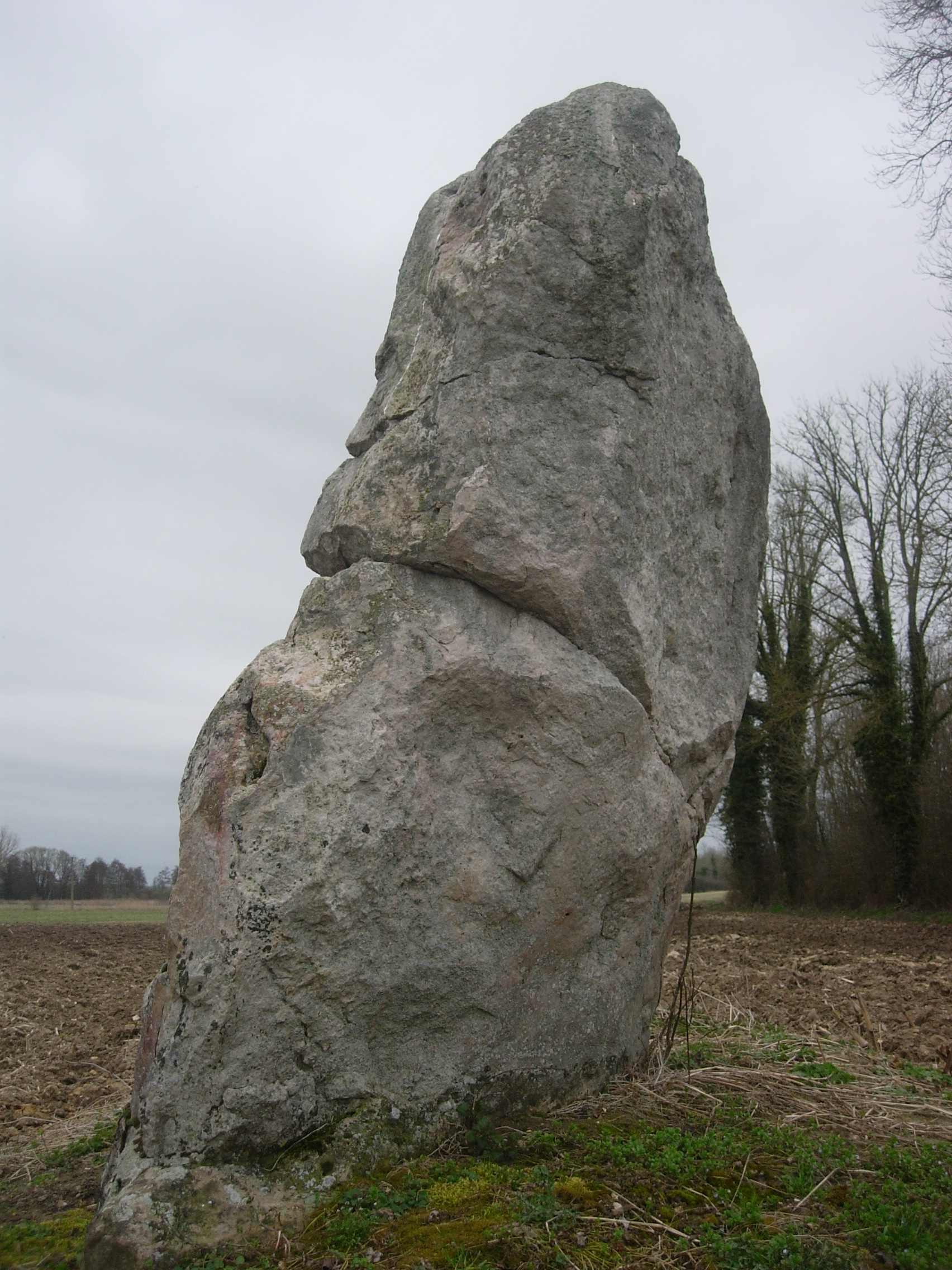
Menhir La Pierre au Coq

## Geographie
Soligny-les-Étangs liegt rund 55 Kilometer westnordwestlich von Troyes und rund 80 Kilometer südöstlich von Paris im Nordwesten des Départements Aube.
Nachbargemeinden sind Bouy-sur-Orvin im Norden und Nordwesten, Avant-lès-Marcilly im Norden und Osten, Trancault im Süden und Südosten sowie Traînel im Westen.

## Bevölkerungsentwicklung
| Jahr                       | 1793 | 1800 | 1806 | 1841 | 1851 | 1856 | 1911 | 1921 | 1962 |
| Einwohner                  | 299  | 336  | 326  | 357  | 376  | 377  | 266  | 238  | 232  |
| Quellen: Cassini und INSEE |      |      |      |      |      |      |      |      |      |

| Jahr                       | 1968 | 1975 | 1982 | 1990 | 1999 | 2006 | 2011 | 2016 |
| Einwohner                  | 196  | 151  | 133  | 146  | 180  | 196  | 225  | 239  |
| Quellen: Cassini und INSEE |      |      |      |      |      |      |      |      |

## Sehenswürdigkeiten
- Menhir La Pierre-au-Coq mit Polissoir-Stein, Monument historique seit 1959
- Kirche Saint-Léger